# Малые Новосёлки (Минская область)
Малые Новосёлки (бел. Малыя Навасёлкі) — деревня в Дзержинском районе Минской области Беларуси. Входит в состав Дзержинского сельсовета.

## География
В 6 км от Дзержинска, в 35 км от Минска, в 8 км от железнодорожной станции Койданово. 

### Гидрография
Расположена на реке Усса.

## История
Известна со 2-й половины XIX века, как имение в Койдановской волости Минской губернии, в 1870 году принадлежала Шустову. В 1897 году в деревне проживали 67 жителей, действовала водная мельница на реке Усса.
В 1917 году — фольварк, где проживали 18 жителей. С 20 августа 1924 года по 23 марта 1932 года — в составе Маковчицкого сельсовета, Койдановского (затем Дзержинского) района Минского округа. С 31 июля 1937 года по 4 февраля 1939 года в составе Минского района. В 1926 году насчитывалось 46 дворов, где проживали 273 жителя. В годы коллективизации был организован колхоз «Победа», работала кузня и водная мельница, колхоз обслуживала Койдановская МТС.
В Великую Отечественную войну с 28 июня 1941 года по 7 июля 1944 года оккупирована немецко-фашистскими захватчиками. На фронте погибли 13 жителей деревни.
С 16 июля 1954 года в составе Дзержинского сельсовета. В 1960 году в деревне проживали 69 жителей, деревня входила в состав колхоза «Красная звезда» (центр — д. Большие Новосёлки). В 1991 году насчитывалось 67 хозяйств, проживали 162 жителя. По состоянию на 2009 год — центр СЗК «Крутогорье-Петковичи».

## Население
| Численность населения (по годам) | Численность населения (по годам) | Численность населения (по годам) | Численность населения (по годам) | Численность населения (по годам) | Численность населения (по годам) | Численность населения (по годам) | Численность населения (по годам) |
| 1897                             | 1909                             | 1917                             | 1926                             | 1960                             | 1991                             | 1999                             | 2004                             |
| -------------------------------- | -------------------------------- | -------------------------------- | -------------------------------- | -------------------------------- | -------------------------------- | -------------------------------- | -------------------------------- |
| 67                               | ↘64                              | ↘18                              | ↗273                             | ↘69                              | ↗162                             | ↘158                             | ↘126                             |
| 2010                             | 2017                             | 2018                             | 2020                             | 2022                             |                                  |                                  |                                  |
| ↘112                             | ↘101                             | ↗103                             | ↗119                             | ↘110                             |                                  |                                  |                                  |

## Инфраструктура
Через деревню проходит местная дорога Н8435, которая связывает деревню  с автодорогой  Р65 (Дзержинск — Заславль). В деревне имеется продуктовый магазин.